# Корбин, Барри

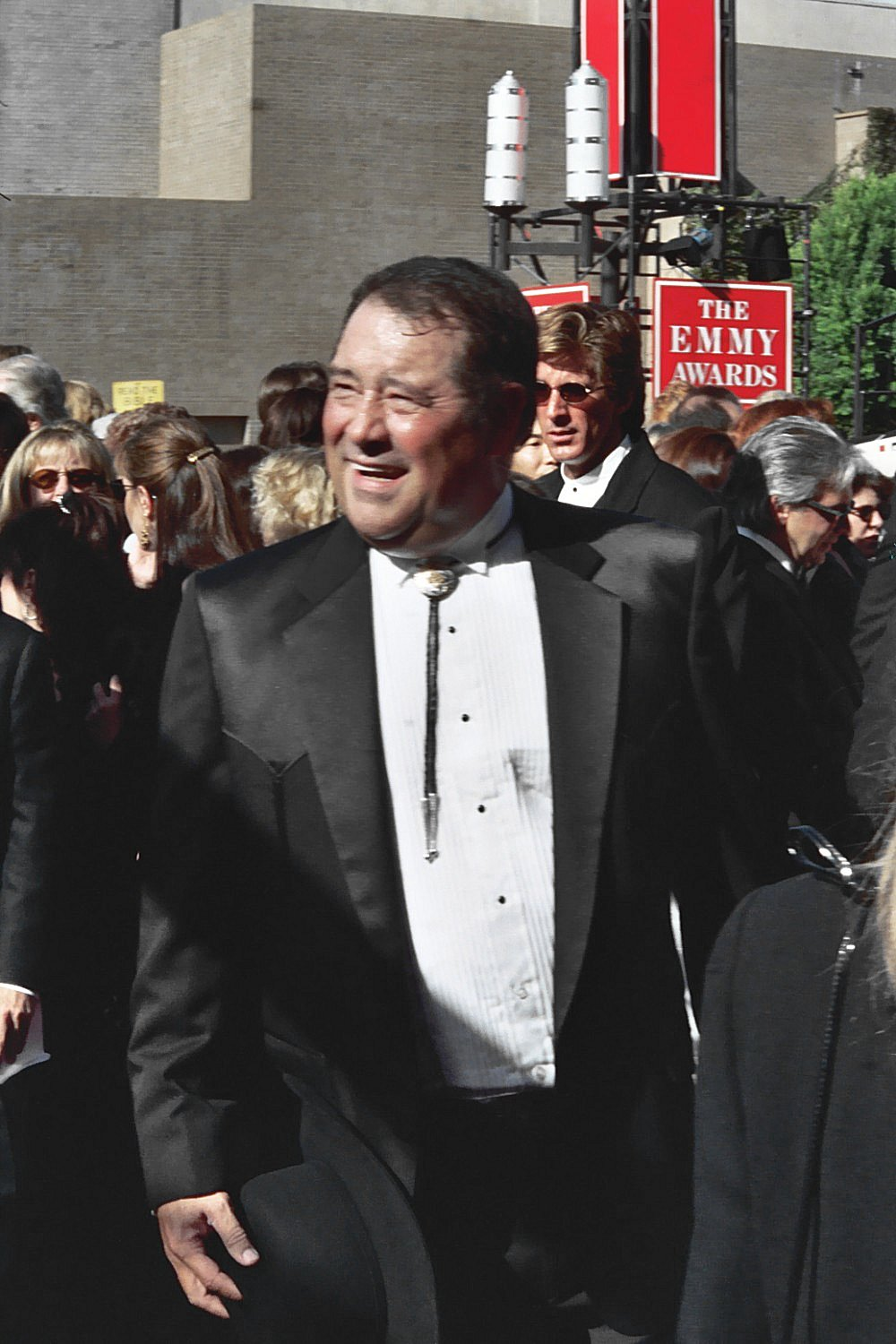
Барри Корбин на церемонии вручения премии EMMY

Леонард Барри Корбин (англ. Barry Corbin; 16 октября 1940, Ламиса, штат Техас, США) — американский актёр кино и телевидения, сценарист.

## Биография
Родился в семье судьи и сенатора штата Техас и учительницы. В 1959—1964 годах изучал театральное искусство в Техасском технологическом университете в г. Лаббок (Техас). Служил 2 года в Корпусе морской пехоты США. После окончания Колорадского университета в Боулдере переехал в Нью-Йорк.
Дебютировал в начале 1960-х годов. За свою карьеру сыграл более 200 ролей в художественных фильмах и телесериалах.
Снимался в телесериалах «Даллас» (1979—1984), «Одинокий голубь» (1989), «Холм одного дерева» (2003—2009), «Ищейка» (2007—2012), «Ранчо» (2016—2020) и «Йеллоустон» (2021) и др.
Является официальным «Голосом радиостанции» KPLX-FM 99.5 The Wolf в Далласе, штат Техас.
Дважды номинировался на премию «Эмми». Выиграл премию Буффало Билла Коди за качественное семейное развлечение и премию Western Heritage Национального зала славы ковбоев за своё выступление на родео в 1991 г.

## Личная жизнь
Был дважды женат.
Бо́льшую часть своего свободного времени проводит, занимаясь ездой на лошадях, ухаживая за крупным рогатым скотом на своём маленьком ранчо недалеко от Форт-Уэрта, на котором живёт со своей внебрачной дочерью (1965 г. р.) и внуком. Также у него есть сын от первого брака (1970 г. р.) и двое сыновей от второго брака.
Из-за заболевания алопецией в 1990-х годах потерял бо́льшую часть волос и с тех пор играл различные роли с бритой головой, в ковбойской шляпе или иногда в парике.

## Избранная фильмография
- 1980: Городской ковбой
- 1980: Как только сможешь
- 1981: Ночь, когда погасли огни в Джорджии
- 1981: Похоронены, но не мертвы
- 1982: Six Pack
- 1982: Супруги Харт
- 1983: Военные игры
- 1983: Мужчина, который любил женщин
- 1985: What Comes Around
- 1986: Ничего общего
- 1986: Hard Traveling
- 1987: Under Cover
- 1988: It Takes Two
- 1988: Зубастики 2: Основное блюдо
- 1989: Кто такой Гарри Крамб?
- 1990: Папа — привидение
- 1990: Игра с огнём
- 1991: Как сделать карьеру
- 1994: Жизнь с Луи
- 1996: Solo
- 1996: Запёкшаяся кровь
- 1999: Held Up
- 2002: Clover Bend
- 2003: Tin Can Shinny
- 2004: The Fort Fisher Hermit: The Life & Death of Robert E. Harrill
- 2005: River’s End
- 2005: Придурки из Хаззарда
- 2006: Waitin' to Live
- 2006: Beautiful Dreamer
- 2007: Старикам тут не место
- 2007: В долине Эла
- 2009: Feed the Fish
- 2010: Nonames
- 2010: Rising Stars
- 2010: The Next Door Neighbor
- 2011: Universal Squadrons
- 2012: Born Wild
- 2012: The Man Who Shook the Hand of Vicente Fernandez
- 2013: This Is Where We Live
- 2014: Dawn of the Crescent Moon
- 2014: Местный
- 2015: Urban Cowboy: The Rise and Fall of Gilley’s
- 2015: Christmas in the Smokies
- 2016: New Life
- 2017: An American in Texas
- 2017: Mountain Top
- 2017: All Saints
- 2018: The Pipeline
- 2018: Windsor
- 2018: Farmer of the Year
- 2018: Magic Max
- 2019: The Bay House
- Capture the Flag
- At the Edge of Time
- Trading Paint
- A Good Man Sins

Телесериалы
- 1983: Поющие в терновнике
- 1983: Boone
- 1984—1996: Она написала убийство
- 1985: Washingtoon
- 1989: Одинокий голубь
- 1990: Северная сторона
- 1995: Raising Caines
- 1996: The Big Easy
- 2009: In the Bunkhouse with Red Steagall
- 2011: Crashing the Fest
- 2012: Anger Management
- 2012: Suit Up
- 2013: Defining Moment
- 2016: Ранчо

Телефильмы
- 1981: Norma Rae
- 1982: Bus Stop
- 1983: Travis McGee
- 1984: Flight 90: Disaster on the Potomac
- 1986: The Defiant Ones
- 1986: Firefighter
- 1986: Maggie
- 1987: Warm Hearts, Cold Feet
- 1988: Man Against the Mob
- 1988: The People Across the Lake
- 1988: Secret Witness
- 1990: Last Flight Out
- 1991: Conagher
- 1994: Moon Shot
- 1995: Deadly Family Secrets
- 1995: Fate of the Plains
- 1997: The Hired Heart
- 2000: Texas Tales and Legends
- 2002: Hope Ranch
- 2009: Wyvern
- 2010: The Lost Fort
- 2012: Ghoul
- 2012: The Buffalo Soldiers, an American Legacy